# Charles de Lacroix
Charles, Henri de Lacroix (Prada, 15 de març de 1885 - Perpinyà, 8 de desembre de 1971) va ser un empresari i polític nord-català.

## Biografia
Charles de Lacroix va néixer en el si d'una il·lustre família realista de Prada, que va donar un regidor general, un diputat i un alcalde d'aquesta comuna. Doctor en Dret, es va casar el 1912 amb la filla de François Écoiffier (la parella tindrà dues filles), fundador d'una important empresa del sector elèctric. El 1913, Ecoiffier morí, i Lacroix es converteix en un dels co-dirigents de la companyia amb altres hereus.
A la dècada de 1920, l'empresa va créixer fortament: modernitza, compra o construeix diverses centrals elèctriques al departament, desenvolupa la seva xarxa de distribució. Està integrada a Électricité de France per la nacionalització després de la Segona Guerra Mundial.
En l'àmbit polític, Charles de Lacroix és republicà. No va arribar a ser conseller general a les eleccions de 1925, batut pel socialista Joseph Rous. Va ser escollit alcalde de Prada el 1929 però va dimitir el 1931 sense seguir una intensa activitat política. Resistent des de juny de 1940, va ser nomenat prefecte del Drama en 1944.